# Бистрицька Валентина Йосипівна
 Валентина Йосипівна Бистрицька  (нар. 16 грудня 1938 — 4 жовтня 2008) — український лікар-пульмонолог. Кандидат медичних наук. Автор 35-ти наукових праць у сфері пульмонології. Поетеса.

## Біографія
Валентина Бистрицька народилася в селі Мані  Романівського району Житомирської області 16 грудня 1938 року в родині вчителів. 1963 року закінчила Ужгородський медичний університет з відзнакою.
Свій трудовий шлях розпочала у лікарні станції Ясинувата Донецької області. Після одруження з Тютюнником Анатолієм Гнатовичем поселилася на Сумщині в Конотопі. З 8 лютого 1964 року працювала в Конотопській лікарні. В 1974 році чоловік закінчив аспірантуру і подружжя переїхало в місто Житомир. З 20 серпня 1974 року працювала лікарем-фтизіатром 3-го відділення Житомирського обласного протитуберкульозного диспансеру, а з 1 липня 1975 року завідувачкою 5-го відділення, з 31.10.1985 по 27.08.1992 головним лікарем цього закладу.
Займалася науковою діяльністю, ставила експерименти у Національному інституті фтизіатрії і пульмонології ім. академіка Ф. Г. Яновського. В 1987 році на базі цього інституту захистила кандидатську дисертацію на тему «Вплив деяких сполук патогенетичних препаратів на ефективність лікування хворих, вперше виявленим деструктивним туберкульозом». З 1992 року працювала в Житомирській обласній клінічній лікарні ім. О. Ф. Гербачевського лікарем-пульмонологом.
Валентина Йосипівна є автором 35-ти наукових праць, раціоналізаторських пропозицій, учасниця багатьох міжнародних і республіканських науково-практичних конференцій та симпозіумів, форумів учених-медиків, практичних лікарів. Вона спільно з колегами досліджувала особливості протікання хвороб бронхів у осіб, які підлягали довготривалій дії малих доз радіоактивних речовин. Отримані результати були представлені на з'їзд пульмонологів України, що відбувся у травні 2003 року. Працювала за сумісництвом викладачем на кафедрі сімейної медицини Вінницького національного медичного університету при Житомирському інституті медсестринства.
Валентина Йосипівна Бистрицька раптово померла 4 жовтня 2008 року.

## Літературна творчість
Валентина Йосипівна любила поезію і сама писала вірші. Першу свою збірку «Вірність» (2006) вона присвятила донькам — Наталії та Марині. Друга збірка поезій «Стежками долі» вийшла у 2008 році.
Вона неодноразово підкреслювала «Усе моє життя — це робота за обраною професією, в якій я дійсно знайшла себе».

## Нагороди та відзнаки
- 1981 — медаль «За трудову доблесть»
- 1987 — значок «Відмінник охорони здоров'я»